# دانيال لي ريدمان
دانيال لي ريدمان هو سياسي كندي، ولد في 4 أكتوبر 1889 في Enniskillen, Ontario ‏ في كندا، وتوفي في 8 أبريل 1948 في كالغاري في كندا. نشط حزبياً في Unionist Party (Canada) ‏. وقد انتخب عضو مجلس العموم الكندي.